# Henry Maske
Henry Maske (n. 6 ianuarie 1964, Treuenbrietzen, Brandenburg, Germania) este un boxer german, care a fost campion mondial, având o carieră strălucită prin anii 1980. Datorită comportării sale distincte, era poreclit "gentlemanul", el a fost un sportiv care s-a bucurat de o popularitate largă în Germania.

## Rezultate în boxul profesionist
| 31 Victori (11 KOs), 1 Infrangere |                  |                        |     |       |            |                                                  |                                                                                     |
| Rez.                              | Rezultat general | Adversar               | Tip | Runda | Data       | Locație                                          | Note                                                                                |
| Victorie                          | 31-1             | Virgil Hill            | UD  | 12    | 31/03/2007 | München, Bayern, Germania                        |                                                                                     |
| Înfrângere                        | 30-1             | Virgil Hill            | SD  | 12    | 23/11/1996 | München, Bayern, Germania                        | Lost IBF light heavyweight title. For WBA, & vacant Lineal light heavyweight title. |
| Victorie                          | 30-0             | John Scully            | UD  | 12    | 25/05/1996 | Leipzig, Sachsen, Germania                       | Retained IBF light heavyweight title.                                               |
| Victorie                          | 29-0             | Duran Williams         | UD  | 12    | 17/02/1996 | Dortmund, Nordrhein-Westfalen, Germania          | Retained IBF light heavyweight title.                                               |
| Victorie                          | 28-0             | Graciano Rocchigiani   | UD  | 12    | 14/10/1995 | München, Bayern, Germania                        | Retained IBF light heavyweight title.                                               |
| Victorie                          | 27-0             | Graciano Rocchigiani   | UD  | 12    | 27/05/1995 | Dortmund, Nordrhein-Westfalen, Germania          | Retained IBF light heavyweight title.                                               |
| Victorie                          | 26-0             | Egerton Marcus         | UD  | 12    | 11/02/1995 | Frankfurt, Hessen, Germania                      | Retained IBF light heavyweight title.                                               |
| Victorie                          | 25-0             | Iran Barkley           | RTD | 9     | 08/10/1994 | Halle (Westfalen), Nordrhein-Westfalen, Germania | Retained IBF light heavyweight title.                                               |
| Victorie                          | 24-0             | Andrea Magi            | UD  | 12    | 04/06/1994 | Dortmund, Nordrhein-Westfalen, Germania          | Retained IBF light heavyweight title.                                               |
| Victorie                          | 23-0             | Ernesto Magdaleno      | TKO | 9     | 26/03/1994 | Dortmund, Nordrhein-Westfalen, Germania          | Retained IBF light heavyweight title.                                               |
| Victorie                          | 22-0             | David Vedder           | UD  | 12    | 11/12/1993 | Düsseldorf, Nordrhein-Westfalen, Germania        | Retained IBF light heavyweight title.                                               |
| Victorie                          | 21-0             | Anthony Hembrick       | UD  | 12    | 18/09/1993 | Düsseldorf, Nordrhein-Westfalen, Germania        | Retained IBF light heavyweight title.                                               |
| Victorie                          | 20-0             | Charles Williams       | UD  | 12    | 20/03/1993 | Düsseldorf, Nordrhein-Westfalen, Germania        | Won IBF light heavyweight title.                                                    |
| Victorie                          | 19-0             | Frank Minton           | KO  | 2     | 02/10/1992 | Charlottenburg, Berlin, Germania                 |                                                                                     |
| Victorie                          | 18-0             | Samson Cohen           | KO  | 6     | 19/09/1992 | Kassel, Hessen, Germania                         |                                                                                     |
| Victorie                          | 17-0             | Lenzie Morgan          | PTS | 10    | 27/06/1992 | Halle (Saale), Sachsen-Anhalt, Germania          |                                                                                     |
| Victorie                          | 16-0             | Steve McCarthy         | DQ  | 9     | 04/04/1992 | Düsseldorf, Nordrhein-Westfalen, Germania        |                                                                                     |
| Victorie                          | 15-0             | Leslie Stewart         | KO  | 7     | 06/03/1992 | Berlin, Germania                                 |                                                                                     |
| Victorie                          | 14-0             | Tom Elton Collins      | TKO | 8     | 06/12/1991 | Düsseldorf, Nordrhein-Westfalen, Germania        |                                                                                     |
| Victorie                          | 13-0             | Darryl Fromm           | KO  | 2     | 08/11/1991 | Paris, Franța                                    |                                                                                     |
| Victorie                          | 12-0             | Mike Peak              | KO  | 9     | 12/10/1991 | Halle (Saale), Sachsen-Anhalt, Germania          |                                                                                     |
| Victorie                          | 11-0             | Rodrigo Benech         | UD  | 8     | 13/09/1991 | Düsseldorf, Nordrhein-Westfalen, Germania        |                                                                                     |
| Victorie                          | 10-0             | Yawe Davis             | PTS | 10    | 31/05/1991 | Berlin, Germania                                 |                                                                                     |
| Victorie                          | 9-0              | Miguel Angel Maldonado | PTS | 8     | 28/02/1991 | Düsseldorf, Nordrhein-Westfalen, Germania        |                                                                                     |
| Victorie                          | 8-0              | Salim Muhammad         | PTS | 8     | 25/01/1991 | Hollywood, Florida, SUA                          |                                                                                     |
| Victorie                          | 7-0              | Glazz Campbell         | PTS | 8     | 07/12/1990 | Berlin, Germania                                 |                                                                                     |
| Victorie                          | 6-0              | Sean Mannion           | PTS | 8     | 16/11/1990 | Wandsbek, Hamburg, Germania                      |                                                                                     |
| Victorie                          | 5-0              | Cordwell Hylton        | KO  | 3     | 31/10/1990 | Wembley, Londra, Regatul Unit                    |                                                                                     |
| Victorie                          | 4-0              | Mike Brothers          | KO  | 2     | 05/10/1990 | Düsseldorf, Nordrhein-Westfalen, Germania        |                                                                                     |
| Victorie                          | 3-0              | Jorge Juan Salgado     | PTS | 6     | 07/09/1990 | Berlin, Germania                                 |                                                                                     |
| Victorie                          | 2-0              | Mike Aubrey            | PTS | 6     | 01/06/1990 | Düsseldorf, Nordrhein-Westfalen, Germania        |                                                                                     |
| Victorie                          | 1-0              | Antonio Arvizu         | KO  | 1     | 09/05/1990 | Wembley, Londra, Regatul Unit                    | Professional debut.                                                                 |

## Premii
- Premiul Bambi (2007)